# Fatburen vid Stora Ängby

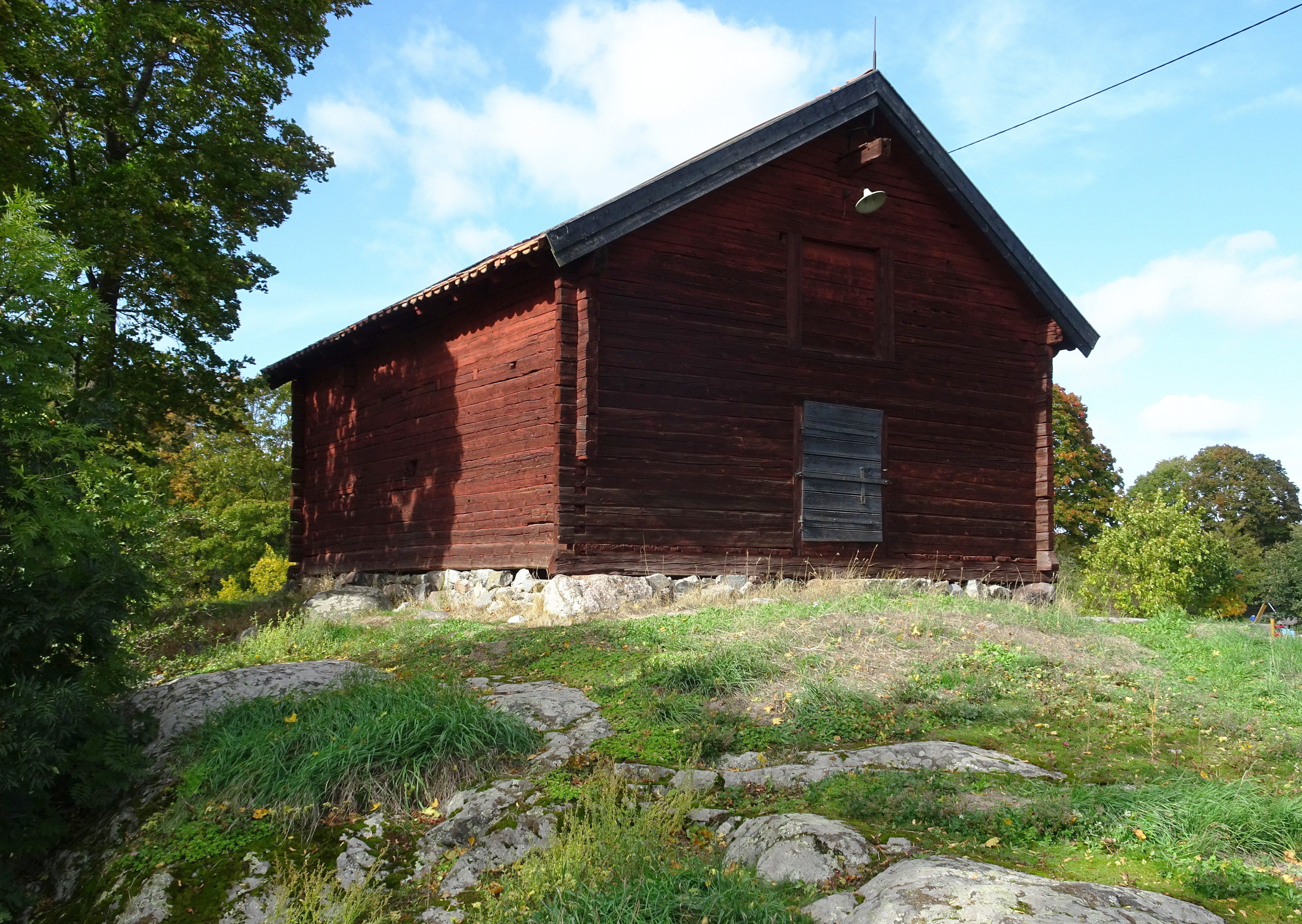
Fatburen vid Stora Ängby, september 2018.

Fatburen vid Stora Ängby är en gammal rödtimrad förrådsbyggnad, en fatbur eller visthusbod, som ligger på en kulle norr om manbyggnaden vid Stora Ängby i Norra Ängby i Bromma, i Västerort. Boden anses vara Stockholms äldst bevarade träbyggnad och är blåmärkt av Stadsmuseet i Stockholm, vilket innebär "att bebyggelsen bedöms ha synnerligen höga kulturhistoriska värden".

## Utformning

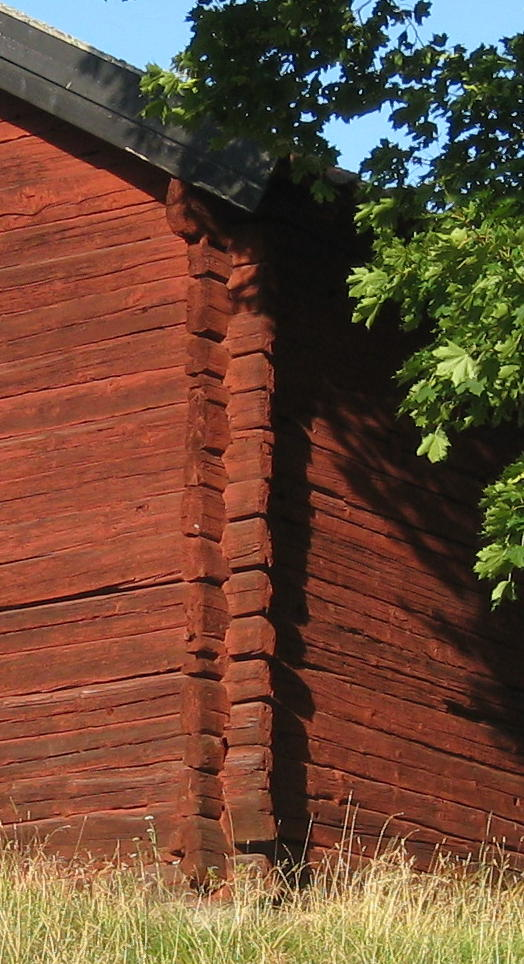
Detalj på hörnknuten.

Fatburen i Stora Ängby uppfördes på 1690-talet, samtidigt med Stora Ängbys huvudbyggnad och delvis med stockar från 1500-talet. Fatburar eller visthusbodar byggdes för förvarning av kläder och annan dyrbar egendom, och som matförråd. Timret i Stora Ängbys fatabur är delvis återanvänt och har troligen ingått i en gammal bod, som fanns på samma plats enligt en karta från 1689. Huset har sadeltak och takpannorna består av enkupiga lertegelpannor. Huset har sockel av gråsten med fyra stadiga hörnstenar. Sockelns mellanrum är fyllda med sten och bruk. Entrédörren är svartmålad. Fönstret är en lucka av röda brädor med en lyftanordning  ovanför, som kallas lastbom. Gluggar med skjutluckor, dörrposter och knuttimring är mycket ålderdomliga.

## Sigurd Erixons restaurering på 1930-talet
Fatburen restaurerades 1934 under överinseende av professor Sigurd Erixon. Han berättar följande:

"På en karta över Stora Ängby från 1685 finnes 'en gammal bodh' utsatt på denna kulle strax nordöst om den dåvarande 'herrgårdsbyggningen'. En närmare granskning av den nuvarande fatburen visar, att den kan vara byggd vid denna tid, men knappast då kunde ha karakteriserats som 'gammal'. Sannolikt har den 'gamla bodhen' rivits på 1690-talet. I nuvarande fatburs väggar finner man emellertid en del stockar med sneda dubbelhaksknutar, som tycks härstamma från 1600-talets början eller kanske från 1500-talets senare del. De utgöra antagligen rester av den äldre fatburen. Knutformen – så kallad vertikal enkelkatt – tillsammans med inlaxade dörrposter, timrets vittring och gluggarnas form med skjutluckor inne i timret samt vissa beslag ger fullgoda skäl för en datering till strax före år 1700."